# Imbituba
Imbituba er en kommune i den sydlige delstat Santa Catarina, i Brasilien. Kommunen blev grundlagt den 21. juni 1958. Blandt indbyggerne kaldes kommunen imbitubense.